# Флаг Республики Абхазия
Флаг Республики Абхазия (абх. Аԥсны Ахәынҭқарра абираҟ) — один из символов частично признанной Республики Абхазия.

## Описание
Государственный флаг Республики Абхазия является официальным государственным символом Республики Абхазия. Представляет собой прямоугольное полотнище. По его длине расположены семь чередующихся равных по ширине полос зелёного и белого цветов, из них четыре зелёных и три белых. Полосы начинаются с верхнего ряда, первая полоса зелёного цвета. В верхнем углу у древка флага расположен прямоугольник пурпурного цвета размером 0,38 длины флага и шириной в три полосы. В центре пурпурного прямоугольника вертикально расположена открытая ладонь правой руки белого цвета. Над ладонью полукругом расположены семь пятиконечных звёзд белого цвета. Отношение длины флага к его ширине 2:1.
Зелёный цвет символизирует молодость, белый — духовность, красный символизирует жизнь, а семь звёзд — Семь исторических областей где проживали абхазы, семь районов. Раскрытая белая ладонь на красном фоне — символ Абхазской государственности периода Абхазского царства.
Флаг был создан по мотивам флага Республики Горцев Северного Кавказа (1918), куда входила Абхазия. 
Согласно официальной версии, чередование зелёных и белых полос на флаге Горской республики — символ веротерпимости кавказских народов, где ислам (зелёный цвет) мирно сосуществовал с христианством (белый цвет). Абхазия, как древняя христианская страна, была представлена на флаге Горской республики белой полосой.
Семь пятиконечных звёзд над ладонью — это семь основных районов исторической Абхазии: Садз, Бзып, Гумаа, Абжьыуаа, Самурзакан, Дал-Цабал, Псху-Аибга.

## История
23 июля 1992 года Верховный Совет Абхазии утвердил Государственный флаг и герб Республики Абхазия по эскизам художника Валерия Гамгия.
Первый экземпляр флага был сшит работницей сухумской фабрики «Дом мод» Ардой Аршания-Ардзинба втайне от коллег, большинство из которых были грузинской национальности и негативно относились к кампании утверждения абхазской государственной символики.
В настоящее время первый экземпляр флага хранится в музее Боевой Славы имени Владислава Ардзинба в Сухуме.
- Историческое знамя Абхазии (1350 г.)
- Флаг Республики Абхазия на почтовой марке
- Автор флага Республики Абхазия Валерий Гамгия на почтовой марке
- Штандарт Президента Республики Абхазия
- Военно-морской флаг Республики Абхазия